# Shiryō Kari
Shiryō Kari (死霊狩り, en anglais Zombie Hunter) est une série de romans sombres et violents publiée dans les années 1970 par l'écrivain japonais Kazumasa Hirai (en).

## Roman
L'œuvre est initialement publiée sous la forme d'un roman dans les années 1973 – 1978, en trois volumes.

## Synopsis
Le personnage principal, Toshio Tamura, était autrefois un champion de Grand Prix qui se trouve être l'une des nombreuses personnes sur une île de la jungle où il passe par une série de tests de survie. Il découvre que le but des jeux cruels et meurtriers était de trouver des personnes suffisamment dignes pour traquer les parasites extraterrestres qui se cachaient à l'intérieur des cadavres, transformant lesdits cadavres en zombies. Toshio rejette initialement l'offre de devenir un chasseur de zombies car il considère son futur patron comme un homme dangereux et malade, mais se retrouve bientôt contraint de jouer ce rôle lorsque ses proches sont en danger.

## Adaptation manga
Il est adapté en manga à partir de juin 1998, illustré par le dessinateur de bandes dessinées coréen Yang Kyung-il. La série manga n'a pas continué après la publication du volume 4, avec des rumeurs de conflit entre Yang et Hirai.

## Remarques
Le mot zombie est maintenant presque universellement. On pense qu'il a été grandement influencé par le film « Zombie ». De plus, le zombie dans cette œuvre n'est pas le sens originel (un être humain ressuscité en tant que cadavre), mais a été détourné en tant que nom métaphorique.